# Hohenbergia salzmannii
Hohenbergia salzmannii är en gräsväxtart som först beskrevs av John Gilbert Baker, och fick sitt nu gällande namn av Charles Jacques Édouard Morren och John Gilbert Baker. Hohenbergia salzmannii ingår i släktet Hohenbergia och familjen Bromeliaceae. Inga underarter finns listade i Catalogue of Life.